# Christian Sørum
Christian Sandlie Sørum (født 3. december 1995 ved Nordbyhagen i Lørenskog) er en norsk beachvolleyspiller.
Han blev olympisk mester i beachvolley sammen med Anders Mol ved sommer-OL 2020 i Tokyo.
Under sommer-OL 2024 vandt de alle tre gruppekampe og vandt kvartfinalerne, men måtte tabe til Tyskland i semifinalen. I bronzefinalen besejrede de Qatar, og Mol/Sørum modtog en bronzemedalje – en af Norges otte medaljer ved dette OL.